# Ficus arawaensis
Ficus arawaensis es una especie de planta del género Ficus, perteneciente a la familia Moraceae.

## Taxonomía
Ficus arawaensis fue descrita por Edred John Henry Corner en 1961.

## Distribución
Se encuentra en el territorio de Islas Salomón.